# S84/98 III
A S84/98 III era a baioneta padrão do fuzil Karabiner 98k.

## Origem
A S84/98 III foi a última produção das baionetas alemãs S84/98. Origina-se da baioneta 1871/1884, a primeira baioneta tipo faca padrão para qualquer exército que foi adotada no Império Alemão para uso com o fuzil 1871/1884. Este foi uma modificação do Mauser Model 1871, o primeiro fuzil Mauser que a equipou com um carregador tubular de 8 cartuchos projetado por Alfred von Kropatschek. Este foi o primeiro fuzil de repetição das forças armadas alemãs, embora tenha sido rapidamente substituído pelo Gewehr 1888 feito em resposta ao fuzil Lebel modèle 1886, o primeiro fuzil a usar pólvora sem fumaça. O primeiro padrão de baioneta S84/98 ou M1884/98 foi a baioneta 1871/1884 adaptada para poder ser usada no Gewehr 98.  Ela foi substituída em serviço pela baioneta 1898/05. No entanto, durante a Primeira Guerra Mundial, a S84/98 começou a ser produzida novamente sob a designação S84/98 II. O Exército Imperial Alemão usou esta baioneta na Primeira Guerra Mundial como forma de conservar recursos escassos. A S84/98 III foi a produção da baioneta S84/98 durante o final do período de Weimar e durante a época da Alemanha Nazista.

## Produção
A maior parte da produção da baioneta foi feita em instalações na área de Solingen, na Alemanha. Além disso, outros produtores alemães eram empresas como Jos. Corts que fabricava ferramentas elétricas, Adler AG Dürkopp, que fabricava veículos motorizados, hoje fabricante de máquinas de costura, Durkopp Adler Mundlos AG, que fabricava máquinas de costura, e o grande produtor de instrumentos cirúrgicos Jetter & Scherrer Aesculap Werke Tuttlingen. A baioneta também foi produzida para a Alemanha no exterior, nos países que ocupou, o que foi feito pela Genossenshaft Maschinenfabrik, Ferlach na Áustria e pela famosa Manufacture d'armes de Châtellerault na França, que fabricou a metralhadora leve MAC M1924/29.